# 欧州連合加盟国の特別領域

欧州連合と特別領域
欧州連合
最外部領域
海外のカントリーと領域
特別ケース
他の特別領域

欧州連合加盟国の特別領域（おうしゅうれんごうかめいこくのとくべつりょういき）では、欧州連合加盟各国の海外領域や自治領など、特殊な統治の形態をとっている領域について概説する。
2020年の時点において欧州連合には27の国が加盟しているが、そのほとんどが欧州連合の政策や計画のすべてに加わり、またその行動を規定した文書に署名している。しかしEU法は必ずしもすべての加盟国のすべての領域に適用されるものではない。複数の加盟国は歴史上、地理上、政治上の理由により加盟国の一般の領域とは違って、本国政府やあるいは欧州連合と異なる関係を持つ特殊な領域を有している。それらの領域は欧州連合のすべての政策や計画に参加しているわけではない。なかには欧州連合との関係をまったく持たない領域が存在する一方で、他方では指令、規則や基本条約の附属議定書に従って欧州連合の計画に参加する領域も存在する。

## 外部地域
EU法の適用を受ける欧州連合の外部に存在する地域 (outermost regions) は7つある。なおこれらの地域についてローマ条約第299条2項では、地理的に切り離されていることや離島であること、規模が小さいこと、地勢的・気候的に異なること、経済・産業力が乏しいこと、発展の障害となる不変的かつ複合的な条件におかれていることなどによる社会構造や経済構造を考慮して、EU法の適用除外を受けることができる規定がある。

### アゾレス諸島、マデイラ諸島
アゾレス諸島とマデイラ諸島は大西洋に浮かぶポルトガル領の島である。EU法の適用除外対象ではあるものの、両地域とも実際には免除規定を受けていない。

### カナリア諸島
カナリア諸島は大西洋上のスペイン領の島である。カナリア諸島は欧州連合付加価値税領域の対象ではないが、これ以外のEU法はすべて適用される。

### フランスの海外県とサン・マルタン
フランス領ギアナ、グアドループ、マルティニーク、マヨット、レユニオンはフランスの海外県であり、フランス法においてこれらの海外県のほぼ全土はフランス本土と不可分であるという扱いを受けている。これらの海外県においてユーロは法定通貨となっており、また欧州連合の関税同盟には加わっているが、シェンゲン協定と付加価値税領域の対象とはなっていない。なお2007年7月25日、グアドループ海外県からサン・バルテルミー島、サン・マルタンが正式に分離し、それぞれ海外準県となった。また海外準県であるサン・マルタンは2007年の分離から地位が不確定であったがリスボン条約の発効にともない外部地域に位置づけられた。

## 海外領域
特定の欧州連合加盟国と特別な関係にある海外領域 (overseas countries and territories) は9あり、その内訳はフランス6、オランダ2、デンマーク1である。これらの領域は欧州連合との協力関係を構築しており、一方で欧州連合の労働者の移動の自由（ローマ条約第186条）、開業の自由（同183条5項）に関する規定の対象外となっている。また欧州連合の共通対外関税（同184条1項）の規定も受けることはないが、無差別原則（同184条3項および5項）に基づき欧州連合からの輸入品については関税をかけることができる。これらの領域は欧州連合の領域には含まれないが、協力関係を維持するためには最低限のEU法の規定が適用される。

### フランスの海外準県、ポリネシア、南方・南極領域、ニューカレドニア
サンピエール島・ミクロン島、ウォリス・フツナ、サン・バルテルミーはフランスの海外準県、フランス領ポリネシアは海外領邦、フランス領南方・南極地域（フランス領インド洋無人島群を含む）は海外領土、ニューカレドニアは特別共同体という地位にある。
サンピエール島・ミクロン島、サン・バルテルミーはともにユーロ圏に含まれているが、ニューカレドニア、フランス領ポリネシア、ウォリス・フツナはユーロと相場が固定されているCFPフランを通貨としている。
これらの海外領域の住民はフランス市民権を有することから欧州連合の市民とされ、欧州議会に対する選挙権を持つ。
南方・南極地域は研究基地及び軍人以外に住民はおらず、そのうち南極大陸のアデリーランドについては、南極条約第4条の規定によりフランスの領有権が凍結されている。

### グリーンランド
グリーンランドはデンマークの自治領であるが、特殊な事例を持つ。海外領域としてはかつて欧州諸共同体（のちの欧州連合）の領域だったが、1982年に欧州諸共同体からの離脱を住民投票で決めた。しかしグリーンランドの住民はデンマーク市民権を持つことから完全な欧州連合の市民権を有している。

### オランダの海外領土
アルバ、キュラソー、シント・マールテンはオランダ王国の構成国、サバ島、ボネール島、シント・ユースタティウスは特別自治体である。ローマ条約付帯議定書の規定によりEU法の適用を受けないが欧州連合の海外領域である。また住民はオランダ国籍を持つことから欧州連合の市民とされるが、最近までは住民のほとんどが欧州議会に対する投票権を持っていなかった。この状況について欧州司法裁判所はオランダ領アンティルやアルバ以外の欧州連合域外に住むオランダ市民がオランダの選挙法の下で欧州議会に投票することができるにもかかわらず両地域においてこれを認めないことはEU法に反するという判決を下している。

## 固有的な事例
外部地域や海外領域は共通した制度が適用されるように分類されていると考えられているが、実際にはすべての領域に当てはまるものではない。中には欧州連合との関係において特有の制度が設けられている領域がある。またそれぞれの国の欧州連合加盟条約に附属された議定書の規定によって統治されていることから議定書領域と呼ばれる領域もある。これらに当てはまらない領域はEU法の規定により、付加価値税領域や関税同盟の一方または両方に関する法令の適用対象外となっている。

### オーランド諸島
オーランド諸島はスウェーデン沖に浮かぶ、公用語をスウェーデン語とするフィンランドの自治領の諸島であるが、フィンランドとともに1995年に欧州連合に加わっている。オーランド諸島は加盟の際に独自の住民投票を実施しており、フィンランド本土と同様に欧州連合入りに賛成の結果が出ている。
オーランド諸島ではほとんどのEU法が適用されるが、付加価値税領域には含まれていない。また取引高税や物品税、間接税に関する共通法規の適用も免除されている。また人とサービスの移動や開業の自由、オーランド諸島での不動産の購入や取得にも制限がある。

### ビュージンゲン
ドイツのビュージンゲンはスイス領内にある飛地で、欧州連合非加盟国であるスイスと独自に関税同盟を結んでいる。ビュージンゲンにおける法定通貨はユーロであるが、実際にはスイス・フランも使用される。また欧州連合の関税同盟や付加価値税領域の対象とはなっておらず、スイスの付加価値税や消費税が適用される。

### カンピョーネ・ディターリア、リヴィーニョ
カンピョーネ・ディターリア村はスイスのティチーノ州にあるルガーノ湖に面したイタリアの飛地であり、コモ県に属する。他方リヴィーニョは山に隔てられたリゾートの町で、ソンドリオ県に属する。ともに欧州連合の領域であるが、欧州連合の関税同盟や付加価値税領域には含まれておらず、リヴィーニョの免税規定はナポレオン時代にまで遡る。

### セウタ、メリリャ
セウタとメリリャはモロッコの地中海沿岸にあるスペインの飛地であるが、ともに欧州連合の共通農業政策、共通漁業政策の対象から除外されている。両者はまた関税同盟や付加価値税領域の対象にはなっていないが、欧州連合からの輸出品には関税がかけられておらず、セウタとメリリャの特定産品は通関手数料が免除されている。

### キプロス島のうちキプロス共和国実効統治域外

#### 北キプロス
2004年5月1日にキプロス共和国はキプロス島のほぼ全域（英領アクロティリおよびデケリアと国連管理下のグリーンライン以外)を代表して欧州連合に加盟したが、実際にEU法が適用されるのはキプロス共和国政府が実効統治しているキプロス島南部に限られている。北部3分の1にはEU法の効力が及んでおらず、この地域はトルコ政府のみが承認している北キプロス・トルコ共和国が支配している。しかしながら居住しているトルコ系キプロス人は欧州連合の市民とされ、少なくとも理論上は欧州議会に対する選挙権を有しているが、実際には欧州議会議員選挙が実施されることはない。

#### グリーンライン
グリーンラインとは国連が南北キプロスの間に引いた緩衝地帯であり、国連平和維持軍によって監視されている。グリーンラインにはギリシャ系、トルコ系両方が混在するピラという村以外には人が住んでいない。キプロスの欧州連合加盟条約付帯議定書では欧州連合の領域について、キプロス政府が統治を行っているか否かで島内の領域を分割している。そのためグリーンラインがどちらの領域に含まれるかは明確に定められておらず、そのためEU法もグリーンラインやピラにも適用できるかははっきりしていない。

### デンマーク領フェロー諸島
フェロー諸島はデンマークの自治領であるが、欧州連合の領域に含まれておらず、また居住する住民がデンマーク国籍を有していても、条約において加盟国の国民とみなされてはおらず、そのため欧州連合の市民とはされない。しかしフェロー諸島の住民が欧州連合領域内に入ると欧州連合の市民権が認められるようになり、移動の自由に関する権利を行使することができ、フェロー諸島の住民という扱いを受けなくなる。

### ヘルゴラント島
ヘルゴラント島はドイツの北西沖70キロメートルに浮かぶドイツ領の島であり、欧州連合の領域に含まれるが、関税同盟や付加価値税領域からは除外されている。

### アトス山
アトス山（アトス自治修道士共和国）はギリシャにある修道院による自治領域で、付加価値税領域に含まれていない。ギリシャの欧州連合加盟条約にはアトス山の数世紀にわたる特別な法的地位を認める規定があり、たとえばEU法では性別による差別を禁止しているが、アトス山への女性の立入を禁止していることが認められている。

### サイマー運河
フィンランドはサイマー運河をロシアから租借している。ロシア法が適用されるが、海運関連法や運河従事者についてはこの例外でフィンランドの司法が管轄となる。またサイマー運河を経由してフィンランドに向かう船舶に関しても特別な規定が存在し、運河を通過するだけであればロシアの入国査証が不要となる。

### サーツェの長靴
エストニアのヴァルスカからウリティナへ向かう道路は、かつてはウリティナ地域へ通じる唯一のルートだった道であり、そのうち1kmの区間でサーツェの長靴と呼ばれるロシア領を通過する。出入国管理はなく、ビザがなくとも車で自由に通行でき、ロシア内の他のいかなる道とも接続していないが、この区間沿いで停車したり、歩いて通行することは許可されていない。よってこのエリアは、ロシアの一部ではあるものの、同時に事実上のシェンゲン圏の一部でもある。

### クリッパートン島
2007年2月21日、クリッパートン島の行政はフランス領ポリネシア高等弁務官から海外領土担当相に移管された。欧州連合諸条約が適用されるか明確ではないが、クリッパートン島には人がまったく住んでいないため大きな影響はない。

## かつての特別領域

### クラインヴァルザータール
オーストリア領のクラインヴァルザータールはかつて特別な法的地位を有していた。クラインヴァルザータールはドイツ側からしか道が通っておらず、オーストリアからは直接入ることができない。クラインヴァルザータールはドイツと関税・通貨同盟を結んでおり、またクラインヴァルザータールとドイツの間には国境検査所がなかった。1995年にオーストリアが欧州連合および欧州連合の関税同盟に加わると、クラインヴァルザータール単独での関税同盟は失効した。1997年のシェンゲン協定、2002年のユーロ導入によりクラインヴァルザータールに与えられていた特例措置は効力を失った。現在ではオーストリアのほかの地域と同等の法的地位を有している。

### マリー・ヴィソツキー島
マリー・ヴィソツキー島は、フィンランドがロシアから租借していた島。2012年に租借が終了し特別地域から外れた。